# Municipio de Viola (condado de Osceola)
El municipio de Viola (en inglés: Viola Township) es un municipio ubicado en el condado de Osceola en el estado estadounidense de Iowa. En el año 2010 tenía una población de 157 habitantes y una densidad poblacional de 2,18 personas por km².

## Geografía
El municipio de Viola se encuentra ubicado en las coordenadas 43°28′8″N 95°47′28″O / 43.46889, -95.79111. Según la Oficina del Censo de los Estados Unidos, el municipio tiene una superficie total de 72.11 km², de la cual 72,07 km² corresponden a tierra firme y (0,05 %) 0,04 km² es agua.

## Demografía
Según el censo de 2010, había 157 personas residiendo en el municipio de Viola. La densidad de población era de 2,18 hab./km². De los 157 habitantes, el municipio de Viola estaba compuesto por el 89,17 % blancos, el 8,92 % eran de otras razas y el 1,91 % eran de una mezcla de razas. Del total de la población el 12,74 % eran hispanos o latinos de cualquier raza.